# Сьюрсен, Роберт
Роберт Сьюрсен-Рафто (норв. Robert Sjursen-Rafto; 8 марта 1891, Берген — 21 июля 1965, Берген) — норвежский гимнаст, чемпион летних Олимпийских игр 1912 года в командном первенстве по произвольной системе.